# Собрание актов Президента и Правительства Российской Федерации
Собрание актов Президента и Правительства Российской Федерации (САПП РФ) — еженедельный бюллетень, выпускавшийся с 6 июля 1992 года по 25 апреля 1994 года. Всего вышло 95 выпусков (№ 1—26, 1992; 1—52, 1993; 1—17, 1994).
Заменил собой Собрание постановлений Правительства Российской Федерации (СП РФ) и — в части опубликования президентских актов — Ведомости Съезда народных депутатов Российской Федерации и Верховного Совета Российской Федерации.
Со 2 мая 1994 года вместо САПП РФ выходит Собрание законодательства Российской Федерации (СЗ РФ).

## Ссылка
- Поисковая система по САПП РФ на сайте СЗ РФ